# Steve Race (homme politique)
Stephen Race est un homme politique du Parti travailliste britannique qui est député d'Exeter depuis 2024.

## Biographie
Race est né à Hull en 1983 et a une sœur cadette atteinte du syndrome de Hurler, une maladie génétique incurable. Il fréquente l'Université de Manchester.
Entre 2007 et 2011, il travaille comme assistant parlementaire principal pour le député d'Exeter, Ben Bradshaw. Par la suite, il est directeur associé chez Fleishman-Hillard et est conseiller au conseil de Hackney, représentant Hoxton East et Shoreditch de 2018 à 2024.
Il se présente à East Devon aux élections générales de 2015. En juillet 2022, les membres du Parti travailliste d'Exeter le sélectionnent parmi une liste de quatre candidats pour être leur candidat parlementaire, à la suite de la décision de Ben Bradshaw de prendre sa retraite aux élections générales suivantes après 25 ans comme député d'Exeter.